# Franz-Fekete-Stadion
El Franz-Fekete-Stadion también llamado Stadion Kapfenberg es un estadio multiusos ubicado en la ciudad de Kapfenberg en Estiria, Austria. El estadio fue inaugurado en 1950 bajo el nombre Alpenstadion y posee una capacidad para 12 000 espectadores, es utilizado para el fútbol y atletismo y es el campo del Kapfenberger SV club, que juega en la Bundesliga Austriaca.
Para la inauguración del estadio, el 10 de septiembre de 1950, fue invitado el Austria Viena que venció en un partido amistoso al equipo local por 8 a 1, frente a 10 000 espectadores.
Entre 1951 y 1967, en el estadio se jugaron los partidos en casa del Kapfenberg SV, durante un total de once temporadas en la máxima categoría.
De 1985 a 1987, el estadio se expandió y modernizó en gran medida bajo el apoyo del alcalde de Kapfenberg, Franz Fekete. En los años posteriores, se agregaron un hotel deportivo y un sistema de iluminación. Desde 2003, ha estado operando en Kapfenberg el único sistema de césped artificial con calefacción en Austria. Actualmente, el estadio tiene capacidad para 12 000 personas, con alrededor de 2 000 asientos disponibles en la tribuna principal y otros 10 000 espacios de pie alrededor del área de juego.
En 1994, 1995 y 1996 tuvieron lugar las finales de la Supercopa austríaca de fútbol en este estadio. En la temporada 1996/97, el Grazer AK llevó a cabo una gran parte de sus juegos en casa de la Bundesliga y los tres partidos en casa en la Copa de la UEFA en Kapfenberg, incluida la vuelta de la segunda ronda contra el Inter de Milán frente a 11 000 espectadores, una gran audiencia que fue posible gracias a tribunas adicionales. El 18 de septiembre de 2001, con motivo del 80 cumpleaños del exalcalde Franz Fekete, el estadio fue rebautizado con su nombre. El 19 de febrero de 2009, Fekete murió a la edad de 87 años en Kapfenberg.
El 21 de noviembre de 2022 apareció en el diario austriaco Der Standard un artículo sobre el pasado de Fekete en las SS, lo que suscitó un amplio debate en diversos medios sobre la necesidad de cambiar el nombre al estadio. La Bundesliga austriaca de fútbol y la ÖFB reaccionaron el 21 de noviembre de 2022 con la siguiente declaración: “aunque la Bundesliga y la ÖFB no pueden cambiar el nombre del estadio, a partir de ahora ya no utilizarán el nombre ni lo utilizarán en el futuro en el campeonato ni en la copa, ni hablaremos del “Estadio Kapfenberg” en ningún canal. Además, se contactará con el Archivo de Documentación de la Resistencia Austriaca (DÖW) para investigar la denominación de otros estadios austriacos”.
Finalmente, el 14 de diciembre de 2023, al haber quedado corroborado el pasado de Fekete en las SS, se decidió en el consejo local de Kapfenberg la revocación del nombre del estadio y la decisión entró en vigor el 1 de enero de 2024.

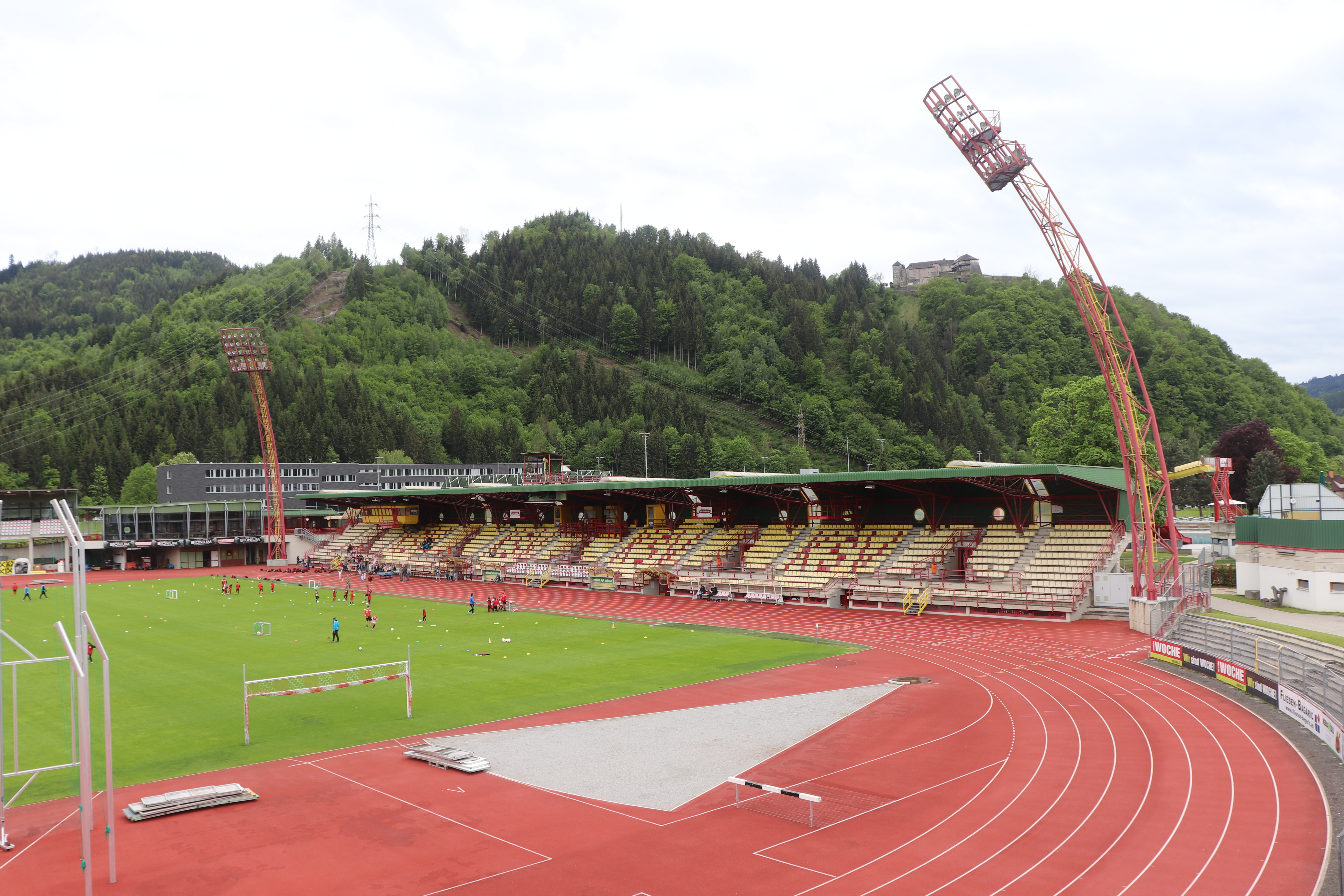
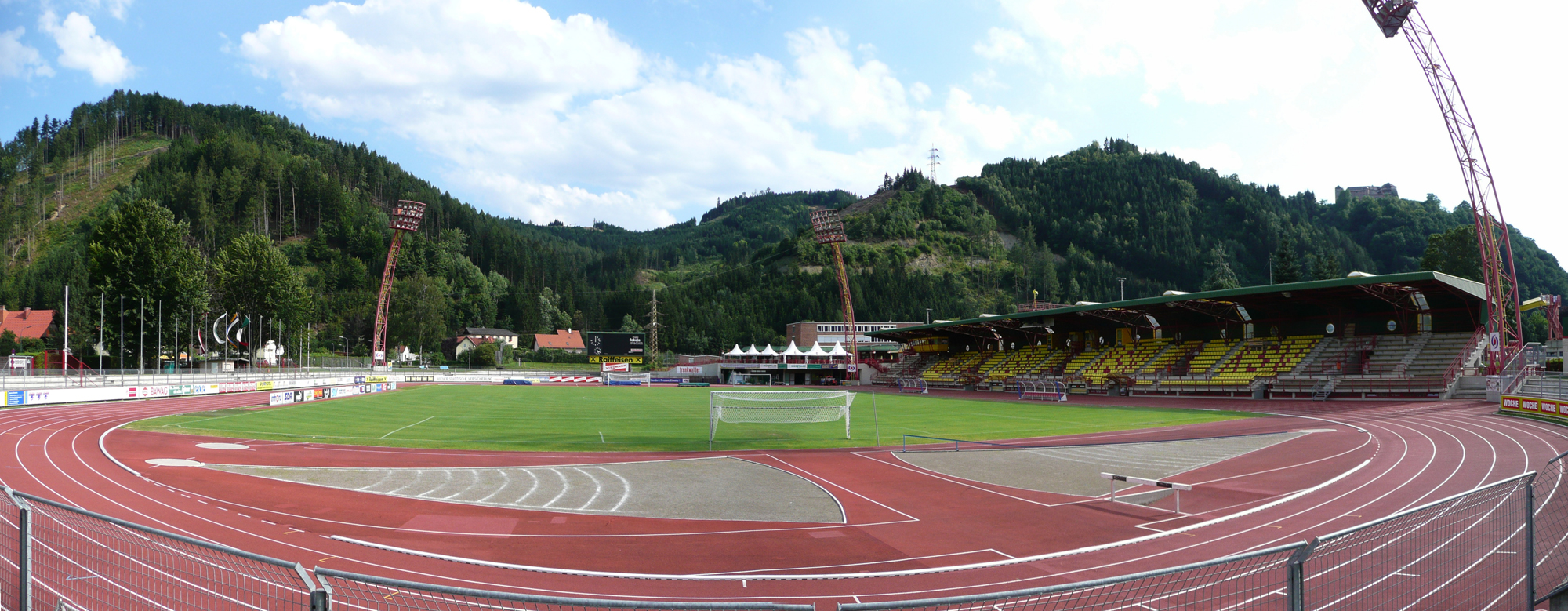